# Монзорето (Вибо Валенција)
Монзорето је насеље у Италији у округу Вибо Валенција, региону Калабрија.
Према процени из 2011. у насељу је живело 786 становника. Насеље се налази на надморској висини од 674 м.